# Шарон Вагнер
Шарон Вагнер (на английски: Sharon Wagner) е американска писателка на произведения в жанра любовен роман, романтичен трилър и детска литература. Писала е и под псевдонимите Блайт Стивънс (Blythe Stephens) и Кейси Стивънс (Casey Stephens).

## Биография и творчество
Шарон Вагнер е родена на 16 декември 1936 г. в Уолъс, Айдахо, САЩ, в семейството на сондьора Мозес Вагнер и Дороти Стивънс. В периода 1955 – 1956 г. учи в Колорадския дамски колеж. В периода 1957 – 1958 г. работи като администратор в Шелби, Монтана. В периода 1958 – 1962 г. работи като секретарка в Шайен, Уайоминг, а в периода 1962 – 1963 г. като такава в Денвър. През 1965 г. получава диплома по творческо писане от „Famous Writers School“ в Уестпорт. През 1967 г. завършва Мейса Колидж в Мейса. После в периода 1966 – 1968 г. работи като администратор в Държавния университет на Аризона.
Първият ѝ роман „Prairie Lady“ (Прерийната лейди) е издаден през 1968 г. След успеха на романа напуска работата си и се посвещава на писателската си кариера.
Книгите ѝ често са свързани с истории с коне или са за млади жени, които се сблъскват с мистериозни неща.
Шарон Вагнер умира на 7 май 2013 г. във Финикс.

## Произведения

### Самостоятелни романи
- Prairie Wind (1968) – издаден и като „Prairie Lady“
- Curse of Still Valley (1969)
- The Dude Ranch Mystery (1969)
- Country of the Wolf (1970)
- Maridu (1970)
- Circle of Evil (1971)
- Moonwind (1972)
- House of Shadows (1972)
- The Cove Of Darkness (1973)
- Cry of the Cat (1973)
- Shadow on the Sun (1973)
- Haitian Legacy (1974)
- Roses From Yesterday (1974)
- Satan's Acres (1974)
- Shades of Evil (1974)
- Colors of Death (1974)
- Havenhurst (1975)
- The Turuoise Talisman (1975)
- The Dark Side of Paradise (1975)
- Dark Waters of Death (1975)
- Dark Sun At Midnight (1976)
- Bride of the Dullahan (1976)
- Echoes of an Ancient Love (1976)
- Love's Broken Promises (1978)
- House of Doom, House of Desire (1980)
- Embraces (1980)
- The Haunted Honeymoon (1980)
- The Chadwicks of Arizona (1981)
- Charade of Love (1982)
- Jaquelle's Shadow (1982)
- Journey to Paradise (1982)
- Tour of Love (1983)
- Strangers Who Love (1983)
- Change Partners (1983)
- Secrets (1988)
- The Lost Lilacs of Latimer House (1990)
- Moon over Black Bayou (1993)
- Dark Cloister (1994)
- Moonglow (1995)

### Серия „Цигански кон“ (Gypsy Horse)
1. Gypsy from Nowhere (1972)
2. Gypsy and Nimblefoot (1975)
3. Gypsy & the Moonstone Stallion (1984)

### Като Блайт Стивънс

#### Самостоятелни романи
- Rainbow Days (1989)
- Gift of Mischief (1991)
- Wake to Darkness (1992)
- Dark Cloister (1994)

### Издаден на български език
- Както някога, изд. „Атика“ (1993), прев. Недялка Попова